# Коренные народы Мексики
Коренные народы Мексики (исп. pueblos indígenas de México) они же мексиканские индейцы — индейцы и коренные жители Мексики, населявшие её земли до прихода испанцев. Коренные мексиканцы состоят из множества национальностей, племён и являются третьим крупнейшим этносоциальным обществом после метисов и креолов (потомков испанских переселенцев).
Согласно «Национальной комиссии по развитию коренных народов» (исп. Comisión Nacional para el Desarrollo de los Pueblos Indígenas) и официальной переписи населения, по состоянию на 2015 год в Мексике 25,694,928 человек причислили себя к тем или иным индейским народам, что составляет 21,5 % от общего населения Мексики.

## Определение
Вторая статья конституции Мексики гласит, что мексиканцы являются поликультурной нацией, в состав которой входят разные этнические группы Мексики, в том числе и индейцы.
Точное число коренных Мексиканцев невозможно определить, как следуя второй статье конституции Мексики, перепись населения учитывает людей не по национально-расовым критериям, а по культурной идентичности. То есть преимущественно представителей индейских сообществ и поселений, владеющих родным языком, которые также остались верны своим традициям, верованиям и культуре.
Определение индеец (indigena) на практике применимо чаще всего к человеку, владеющему одним из 89 индейских языков Мексики. Помимо этого официально индейцами могут считаться те, кто не владеют индейскими языками, но идентифицируют себя с тем или иным коренным народом и его культурой. По этой причине общее число «индейцев» сильно варьируется от одной статистики к другой. При этом левые активисты и правозащитники обвиняют власти в «статистическом геноциде», намеренном создании неясных критерий для того, чтобы искусственно понизить долю «индейцев» среди общего населения.
Согласно второй конституции Мексики, каждый житель Мексики имеет права на самоопределение, в том числе и индейское, а также имеет:
- право на выбор внутренней формы социальной, экономической, политической и культурной организации
- право на применение своей собственной нормативной системы регулирования при условии соблюдении прав человека и полового равенства
- право сохранять и обогащать свой язык и культуру
- право избирать представителей в муниципальный совет на территории проживания племени.

В Мексике официально признаны 89 индейских языков в качестве региональных, которые на территории своего распространения могут быть официально использованы наравне с испанским. Согласно официальной статистике населения, индейскими языками владеет 5,4 % от общего населения, что в 2 раза меньше, чем количество тех, кто просто причислил себя к индейским народам.. Статус коренных мексиканцев также присваивается потомкам индейцев США, бежавших в Мексику в XIX веке, а также индейцам Гватемалы, мигрировавших в Мексику в 80-е годы и на них также распространяются права по сохранению культуры.

## История

### До прибытия испанцев
Территории современной Мексики были населены множеством разных индейских народов. В общем территорию будущей Мексики принято делить на 2 основных региона: Мезоамерику, ставшею цитаделью разных высокоразвитых культур и государств-городов, которые были в результате уничтожены испанскими конкистадорами в XVI веке, и Аридоамерику, также распространяющуюся на штаты США — Аризону и Нью-Мексико — или просто Северный тропик, представляющий собой засушливые долины, населённые кочевыми или полукочевыми индейскими группами. Аридоамерика практически не была представлена какими либо развитыми цивилизациями, хотя в определённое время там существовали достаточно развитые культуры, например, Могольон, Пакиме и Куарента-Касас. Однако эти культуры всё равно по уровню развитости не сравнимы с цивилизациями Мезоамерики.
Сама Мезоамерика была населена разными этническими группами индейцев, многие из которых создали высокоразвитые города-государства с уникальной культурой. В результате близкого соседства и взаимного культурного обогащения, данные цивилизации стали обладать похожими признаками — например, храмы строились на высоких пирамидах, так как индейцы верили, то таким образом они становятся ближе к богам.
Одной из самых древнейших и влиятельных культур Мезоамерики, существовавшей до нашей эры считается цивилизация ольмеков, которую принято называть «Матерью культур Мезоамерики», особенно она повлияла на формирования культуры майя. В первом тысячелетии нашей эры самой влиятельной культурой принято считать цивилизацию Теотиуакана, которая на момент своего существования была шестым крупнейшим городом в мире, а также значительно повлияла на образование культурного кластера разных цивилизаций мексиканской долины, в том числе миштеков, сапотеков, тольтеков и ацтеков. Доказательства влияния Теутиуакана были найдены при раскопках в его руинах, районы которых населяли разные национальные общины, а также наличие соседних городов-побратимов. Похожая модель городского общества была устроена веками позже в Теночтитлане, столице Ацтекской империи.
Цивилизация майя хотя тоже формально является частью Мезоамерики, представляла собой другой культурный кластер со своей уникальной культурой, архитектурой и письменностью, и представляла собой совокупность множества небольших городов-государств среди джунглей с культурным и языковым сходством. Сама цивилизация на момент начала конкисты была уже очень древней и находилась в общем упадке.

### Торговля
Учёными и академиками было официально признано, что все культуры Мезоамерики, Аридоамерики и юго-запада США развили мощную торговую сеть, оказывающую сильное культурное взаимовлияние. Торговля простиралась даже на самые дальние уголки севера, где находится сегодня США, в том числе и Хохокам-Пима, ныне в штат Аризона, Чако и индейский посёлок у города Флагстафф.

### Завоевания испанцами
На момент прибытия первых испанцев в долину Мехико, многие индейские цивилизации стали вассальными государствами Ацтекской империи, находившейся на пике своего могущества и продолжавшей  стремительно расширять свои владения на север. Их столица — Теночтитлан, был крупнейшим на тот момент городом в мире с населением в 350,000 человек.
Испанцы, пользуясь политической обстановкой, стали организовывать союзы с порабощёнными государствами, обещая свободу от ацтекского гнёта. Испанцы при помощи многочисленной армии союзников уничтожили Ацтекскую империю, а затем сама поработила бывших союзников, начав расширять Испанскую империю. В отличие от англичан, которые вытесняли или истребляли коренных американцев, считая их людьми низшего сорта, испанцы организовали феодальную систему правления, оставляя за знатными индейскими семьями право оставаться дворянами и продолжать им управлять своими городами. Индейские общины официально признавались испанскими подданными и в течение долгого времени сама Испания оказывала минимальное культурное влияние на подобные города.
Часть индейцев начала интегрироваться в колониальную культуру и училась у христианских священников латинскому письму. Так, в колониальный период появляется множество подробных документаций на языке науатль, миштеков, сапотеков, юкатеков и майя и других, написанных латинским шрифтом, одновременно их авторами были преемниками традиций живописного письма, сохранившегося до наших дней в виде малочисленных кодексов. Многие авторы отражали в своих текстах точку зрения индейского населения на процесс колонизации Испанцами.
На всех индейцев распространялись требования о трудовой повинности и подати, делавших их фактически рабами. Увеличение эффективности работы индейских общин, могло приносить финансовую выгоду испанцам, владеющими данными землями. Для стимула работы, испанцы могли обращаться за помощью к официальным представителям индейских сообществ, делясь с ними своим богатством. Так многие индейцы были вовлечены в тяжёлый труд и часто умирали от ввезённых испанцами болезней. Пандемия болезней привела к серьёзному сокращению численности индейского населения.
От союзов индейцев с испанцами и реже, завезёнными чёрными рабами, стали появляться первые метисы, постепенно становясь основным населением испанских городов и в меньшей степени индейских городов. Испанская правовая структура разделила людей на две крупные социальные группы; «республика индейцев» (república de indios), и «республика испанцев» república de españoles. Последняя официально охватывала всех жителей неиндейского происхождения. Сами права индейского населения были сильно маргинализированы при колониальной системе, но гарантировали неприкосновенность индейских коммун и позволяли общинам взаимодействовать в испанский правовой системой. Фактически до либеральных реформ XIX века у общин был охраняемый статус.
Само влияние Испании ограничивалось изменением политических структур и насаждением католической религии. Испания запретила индейцам практиковать многобожие. Для дальнейшего обращения населения в христианство, испанцы стали воспитывать священников среди индейцев, чтобы те в дальнейшем распространяли христианство. Данная практика получила название «священная конкиста». Наименьшее влияние распространение католичества оказывало на кочевые племена севера, для чего испанцы начали их насильно переселять в поселения с постоянным местом проживания, однако большее влияние там стали проникать иезуитские миссионеры, пока те не были изгнаны из испанской Америки в 1767 году, так как Испания признавало католичество единственной официальной религией.

### Независимость от Испании
Когда Новая Испания приобрела независимость от Испанской империи, страна была переименована в Мексику в честь её столицы Мехико. Мексика объявила об отмене чёрного рабства в 1829 году и равенстве всех граждан в соответствии с законом. Индейские сообщества продолжали сохранять право на владения своими землями до либеральной реформы. Новый курс правительства ставил перед собой цель, создание новой мексиканской нации, частью которой должны были стать и индейцы. Так например многие представители индейской общины стали известными личностями, например Бенито Хуарес, происходящий из семьи сапотеков и ставший первым президентом индейского происхождения. Несмотря на свои прогрессивные взгляды, Хуарес поддерживал право за индейскими общинами сохранять в своих землях автономию.

### XX век
В результате мексиканской революции, мексиканское общество находилось в состоянии сильной напряженности между разными социальными и этническими группами. В это время возрождается национальное движения коренных мексиканцев, заявлявших право быть главенствующими в мексиканском обществе и феномен получает определение «индейские настроения» (sentimiento indigenista). Им помогали леворадикальные общественные деятели, такие, как Фрида Кало и Диего Ривера. Результатом стало присвоение индейским языкам региональный статус, введение их обучения в школах и выпуск бесплатных двуязычных учебников. Некоторые штаты стали оказывать финансовую помощь общинам для популяризации их культуры и возрождения национальной идентичности.
Несмотря на официальное признание индейцев, многие общины, особенно после кризисов в 1980-е и 1990-е годы находятся в состоянии экономического, социального и культурного упадка. Это привело к тому, что тысячи молодых индейцев стали переезжать в крупные Мексиканские города или мигрировать в США. Например в Лос-Анджелесе, мексиканское правительство создало электронный доступ на некоторые консульские услуги, предоставляемые на испанском, сапотекском и михе. Многие из майя в надежде на улучшение своего социально-экономического положения, отдают голос за леворадикальную индейскую партию EZLN.
Конфликт в Чьяпасе в 1994 году привёл к сотрудничеству между мексиканским правительством и индейской группировкой EZLN. Данное движение тогда широко освещалось в западных сми и получило широкую поддержку от разных индейских групп. Организация по сей день остаётся главным рупором за права индейского населения Мексики.
Правительство предпринимает определённые законодательные изменения, чтобы содействовать развитию сельских и коренных общин, а также сохранения и развития их языков. Вторая статья Конституции была изменена, чтобы предоставить им право на самоопределение и требует от местных муниципалитетов развивать и обеспечивать экономическое развитие общин коренного населения.

## Религия
До прихода испанцев, индейцы практиковали многобожие, а разные цивилизации создавали сложный пантеон богов, имеющий общее сходство друг с другом. Например во многих пантеонах одним из главных богов выступал созидатель-змей, у майя он назывался Кукулькан, а у ацтеков — Кецалькоатль. Для индейских цивилизаций было типичным приносить людей в жертву, которые варьировались частными случаями, как у майя, до массовых и многотысячных жертвоприношений, как у ацтеков. Для индейцев было очень важно следовать календарю и следить за расположение звёзд, по которому решалось, когда стоит например начинать вспахивать землю, заводить детей или устраивать праздники.
После прибытия испанцев, единственной разрешённой религией стала католическая вера, так начался сложный и длительный процесс социальных изменений, философии и жизни индейцев. Норма Баскес, один из конкистадоров отмечал, что мудрость коренных народов воспринималась священниками, как сатанизм и колдовство. Жертвами наказаний чаще всего становились женщины-знахарки, использующие целебные травы для лечения и практикующие «призывы духов». Кецалькоатль был признан испанцами в качестве змея искусителя из книги Бытия и поэтому поклонение ему сурово каралось.
В некоторых регионах индейское население в результате влияния мигрантов из США, стали принимать протестантскую религию, к чему Испанцы относились крайне негативно и считали угрозой единству общества. Были случаи, когда Испанцы изгоняли жителей целых деревень или известных проповедников. По сей день в стране сохраняется дискриминация по религиозному признаку, например были известны случаи, когда детей, воспитанных в семьях свидетелей Иеговы, выгоняли из школ.
Сегодня большинство индейцев являются верующими католиками, однако одновременно продолжают практиковать множество дохристианских ритуалов, интегрированных в христианство. Подобный феномен называется народной религией. Когда у какого либо праздники или ритуала находилась аналогия в христианской религией, индейцы интегрировали её. Например для индейцев типично поклонения изображениям и статуям Иисуса, Девы Марии и другим образам святых, которые они могут украшать яркой тканью, украшениями, цветами и устраивать с ними процессии, как когда то это делали с идолами богов. Также среди индейцев очень популярно воссоздание сцен с мучениями святых, чаще всего страстей Христовых и ритуальные танцы.
Культ поклонения богам смерти у доколумбовых индейцев нашёл отражение в поклонении так называемой Санта Муэрте — «святой смерти», чей образ также напоминает деву марию. Также праздник дня мёртвых признан одним из официальных праздников Мексики и его национальным достоянием.

## Права

### Список основных прав
Во время конкисты, испанцы были больше заинтересованы не в освоении жизненного пространства, а в установлении мирного соглашения с местными индейскими общинами и использования их труда. Так например долгое время в индейских обществах сохранялся старый уклад жизни, как до колонизации, а испанцы ограничиваясь влиянием на представителей индейской знати, интегрируя их формы правления и взаимодействия с народом, как в испанской системе, такая практика называлась энкомьендой. При ней индейская знать сохраняла свой статус, могла без потерей привилегий, интегрироваться в испанское общество, фактически имея те же права, что и испанская знать. Такие индейцы тали называться «энкомендорос» (encomenderos). Благодаря большой власти, которыми были наделены энкомендорос, они стали постепенно захватывать монополию на владение рабочей силой в Новой Испании и в крайних случаях оказывать неподчинение испанской короне. Так испанская корона стала опасаться энкомендорос и их растущей власти, боясь, что они даже могут бросить им вызов. Так в 1542 году был принят новый закон, вводящий практику репартимьенто, когда управлять индейскими рабами вместо небольшой, но привилегированной группой энкомендорос, должна была более крупная группа испанцев. Туземцы на правах рабов, выполняли низкооплачиваемую работу на многочисленных испанских предприятиях.
Хотя в колониальную эру, права индейского населения были сильно ограничены, испанское правительство гарантировало неприкосновенность их земель, общин и даже позволяло пользоваться своей судебной системой. Это с одной стороны держало индейцев в изоляции, но и давало им автономию. Важную роль для индейцев родные земли играли и из-за религиозных обрядов, некоторые из которых продолжали практиковаться даже после принятия католичества. Внутри индейского сообщества эхидо выступала коллективной собственностью или сельскохозяйственной коммуной, распределяемой между её членами. Это выступало разительным контрастом с колонистами, для которых землевладение было решающим фактором их власти, благосостояния и развитии личного дела. Земля могла часто перепродаваться. Когда Мексика приобрела независимость в 1821 году, встал так называемый «индейский вопрос», многим политикам не нравилось нежелание индейцев интегрироваться в новое мексиканское общество и культуру. Так конституция от 1824 года содержала в себе новые поправки, касающиеся индейцев и их коллективные землевладения, закрепляющие за ними право дальнейшего использования ресурсов земель за заключением тех, которые является стратегически важными для государства. Последняя поправка фактические лишила земли индейцев неприкосновенности и таким образом многие общины лишились прав владеть эхидо, что пагубно сказалось на их уровне жизни и устоявшемся укладе. Когда либеральная реформа лишила индейцев монополию на их земли, им пришлось подчиниться новым законам «земли и власти». Реформа оказала пагубное действие на общий уровень жизнь и стал причиной исчезновения многих ритуальных и религиозных практик. Права индейским обществам владеть эхидо вернулась только в 1992 году на фоне общей деградации сельскохозяйственного сектора экономики. В этом им помогала правозащитная организация PROCEDE, изучающая где и какие земли во времена колонизации находились в коллективной собственности индейцев.

### Деление на расовые категории
Испанская правовая система поделила население на две основные категории; «республика испанцев» (República de Españoles), куда входили население не индейского происхождение, преимущественно испанцы и негры и «республика индейцев» (República de Indios) в которую происходили индейцы и метисы. Вторая группа была поделена на разные касты со множественными классификациями в зависимости от доли индейской и испанской крови. Чем была выше доля испанской крови, чем большими привилегиями наделялся подданный. Самыми низкими правами были наделены индейцы и негры. Когда этническое происхождения человека не было известно, ему присваивали кастовый статус исходя из оценки внешности. Чем ниже был расовый статус, тем выше налагались налоги для испанской короны. Когда Мексика приобрела независимость в 1821 году, кастовая система была официально отменена, но вне гласно дискриминация по расовому признаку ещё долгое время оставалась частью мексиканского общества.
В зависимости от степени кровосмешения, подданным Новой Испании присваивались специальные статусы:
- Испанец и индеец — метис (50 % индеец)
- Испанец и метис — кастис (25 % индеец)
- Испанец и кастис — испанец (<12,5 % индеец) (признаётся полноценным испанцем с соответствующими привилегиями).

### Языковые права
После завоевания мексиканской долины, испанская корона объявила испанский язык государственным, но она не запрещала другие языки и даже поддерживала священные проповеди на индейских языках. Ещё в XVI веке, среди населения смешанного происхождения началось и смешение испанского с индейскими языками. Вплоть до 1581 индейские языки употреблялись в обществе чаще, чем испанский. Однако к концу XVI века статус последнего стал закрепляться и усиливаться. В XVIII веке испанским владело в основном элитное меньшинство, в то время как остальное население владело индейскими языками или общалось на креольском языке, представляющем собой смесь испанского и определённых индейских языков в зависимости от регионов. Но после независимости в 1821 году правительство поставило перед собой цель распространить так называемый Мексиканский испанский язык, разработанный креолами. Однако с тех пор и по сей день сохраняется дискриминация индейских языков. Так сначала, в XIX веке во школах вводилось образования на двух языках, где помимо родного, дети учили и испанский, но позже образование было заменено полностью на испанском языке. Лингвистическое единообразие было предложено для укрепления национальной идентичности новой мексиканской нации, но оказало сильный урон индейской идентичности многих людей. Изменение конституции Мексики от 2001 году вернула индейцам право на владение и использование их родного языке наравне с испанским.
В 2003 году «Общий закон о языковых правах коренных народов» заявил о защите индивидуальных и коллективных языковых прав коренных народов. Вскоре была организовала правозащитная организация INALI, занимающаяся защитой прав индейцев на владение родным языком и неприкосновенностью их сельских коммун — эхидо.
Однако по словам правозащитников, на деле новые законы не соблюдаются. Так согласно Национальной комиссии по правам человека Мексики, имелось множество случаев нарушения прав индейцев. Например случай от 2006 году описывает индейскую женщину, осуждённую за мелкую кражу на три года тюрьмы. После давления правозащитных организаций, она была освобождена за отсутствием состава преступления.
Современное законодательство Мексики гарантирует двуязычное обучение и приобщение к местной культуре. Однако на практике правозащитникам становилось известно о множественных случаях, когда в «двуязычных школах», никто из учителей не владел вторым индейским языком или никогда не общался на нём во время уроков. Некоторые правозащитники и вовсе ставят под сомнение, что после введения закона о защите местных языков, ситуация изменилась как либо в лучшею сторону.
Многие родители-индейцы не обучают языку своих детей, а сами дети часто отказываются учить родной язык из-за страха подвергнуться дискриминации. Ученые утверждают, что необходимо осуществлять социальные изменения, направленные на повышение статуса языков коренных народов Мексики для того, чтобы стимулировать людей, изучать их.

### Права индейских женщин
На фоне общей дискриминации индейцев и существовании внутри их обществ дискриминации по признаку пола, в самом тяжёлом положении оказываются как правило индейские женщины, имеющие самую низкую заработную плату в стране. Негативным фактором выступает традиционный запрет среди индейского населения на владения женщиной землёй и практикой домашнего насилия, на что Мексиканское правительство закрывает глаза под предлогом невмешательства в культурные традиции коренного населения.
Сегодня индейскими женщинами было создано множество правозащитных организаций, призванных улучшить социально и материальное положение индеанок. Они также получают поддержку со стороны правозащитных иностранных организаций. Другие благотворительные организации предоставляют медицинские услуги для женщин в отдалённых районах.

## Демография
Из-за того, что в статистиках индейцы учитываются по культурным, а не расовым критериям, их реальное число определить невозможно.
В стране официальными языками региональный статус имеют 62 индейских языков, обладающих в своих регионах равным статусом наравне с испанским. Согласно национальному институту статистики, в общем индейскими языками владеет 6,7 % от общего населения, однако это меньше, чем половина людей, причисливших себя к тем или иным индейским народам. В общем по состоянию на 2010 год, индейскими языками владеет 6,695,228 людей старше 5 лет, что примерно на 650,000 больше, чем по сравнению с 2000 годом. Позже, по данным на 2010 год был проведён перерасчёт, считывающий всех детей старше 3 лет, и в результате общее количество владеющих индейскими языками выросло на 218,000. Увеличение коренного население благодаря более высокой рождаемости происходит уже многие десятилетия.
Закон о защите культуры и языка также распространяется на индейцев, бежавших из США в XIX веке и индейских беженцев из Гватемалы, попавших в Мексику в 80-е годы.

#### Штаты
Список штатов Мексики с самой высокой долей распространения индейских языков.
- Оахака, 1,165,186 носителей индейских языков, или 34,2 % от общего процента населения. Доля индейского населения составляет 65,73 %.
- Чьяпас, 1,141,499 носителей индейских языков, или 27,2 % от общего процента населения. Доля индейского населения составляет 36,15 %.
- Веракрус, 644,559 носителей индейских языков, или 9,4 % от общего процента населения. Доля индейского населения составляет 29,25 %.
- Пуэбла, 601,680 носителей индейских языков, или 11,7 % от общего процента населения. Доля индейского населения составляет 35,28 %.
- Юкатан 537,516 носителей индейских языков, или 30,3 % от общего процента населения. Доля индейского населения составляет 65,4 %.

В этих пяти штатах живёт 61,1 % от общего процента населения носителей индейских языков Мексики. Однако большинство коренных Мексиканцев не владеют родными языками, а если и владеют, то чаще используют испанский в качестве разговорного.

### Статистики населения
По состоянию на 2015 год, по данным национальной комиссии развития индейских народов, в Мексике проживает 25,694,928 индейцев, что составляет 21,5 % от общего населения Мексики. Эта цифра сильно возросла по сравнению с 2010 годом с населением в 15,700,000 человек и её долей в 14,9 %. Большинство общин коренных народов обладают в некоторой степени финансовой, политической автономией в рамках законодательства, который позволяет им регулировать вопросы внутри своего сообщества.
Коренное население Мексики в последние десятилетия увеличилось как в абсолютных числах, так и в доли от остального населения. Это объясняется высокой рождаемостью среди индейских женщин и ростом индейской самоидентификации. Индейское население живёт в основном в сельской местности, в то время, как метисы и креолы живут в крупных городах.
Согласно официальной переписи населения, наивысшая дола индейцев приходится на штаты Кинтана-Роо с 44,44 % и Кампече с 44,54 % долей индейцев, преимущественно майя. Оахака с долей населения в 65,73 %, Юкатан представлена в основном сапотеками и миштеками. Чьяпас с долей индейцев 36,15 % представлен группами майя — цоцили и цельталь. В Хидальго индейцы, 36,21 % от населения, состоят в основном из отоми. Пуэбла и Герерро с долей коренного населения 35,28 % и 33,92 % населены науа, а штаты Сан-Луис-Потоси и Веракрус являются домом для 19 % тотонаков, науа и уастеков.

#### Штаты
Большинство представителей коренного населения живут в центральной и южной части Мексики. Согласно официальным статистикам, в списке приведены штаты с крупнейшей долей индейского населения по состоянию на 2015 год.
- Оахака, 65,73 %
- Юкатан, 65,40 %
- Кампече, 44,54 %
- Кинтана-Роо, 44,44 %
- Идальго, 36,21 %
- Чиапас, 36,15 %
- Пуэбла, 35,28 %
- Герреро, 33,92 %
- Веракрус, 29,25 %
- Морелос, 28,11 %
- Мичоакан, 27,69 %
- Табаско, 25,77 %
- Тласкала, 25,24 %
- Сан-Луис-Потоси, 23,20 %
- Найярит, 22,18 %
- Колима, 20,43 %
- Керетаро, 19,17 %
- Сонора (штат), 17,83 %
- Мехико, 17,00 %
- Южная Нижняя Калифорния, 14,47 %
- Синалоа, 12,83 %
- Агуаскальентес, 11,69 %
- Чиуауа, 11,28 %
- Халиско, 11,12 %
- Гуанахуато, 9,13 %
- Федеральный округ, 8,80 %
- Нижняя Калифорния, 8,54 %
- Дуранго, 7,94 %
- Сакатекас, 7,61 %
- Коауила, 6,93 %
- Нуэво-Леон, 6,88 %
- Тамаулипас, 6,30 %

### Генетика
Согласно масштабным изучениям митохондриальной ДНК разных групп коренных Мексиканцев, было выяснено, что доля их индейского происхождения составляет от 85 до 90 %. Доля европейского происхождения составляла 5-7 % и африканского — 3-5 %. Доля индейских корней среди остального населения Мексики составляет ~ 30-46 %, что оказалось выше, чем было принято считать. Испанские корни среди населения, передавалась в основном по мужской линии, а индейские — по женской.

## Социальное и экономическое положение
Хотя общее благосостояние индейцев разнится в зависимости от региона и национальности, их объединяет большая бедность по сравнению с остальным населением Мексики. Для них также характерна повышенная младенческая смертность, которая в некоторых регионах достигает вдвое высший уровень, чем у неиндейского населения.
Некоторые индейские группы, такие, как юкатекские майя из Юкатана, науа и отоми имеют высший уровень жизни, чем индейское население штата Герреро и Мичоакан,. Разница ещё сильнее заметна в разнице уровни жизни с неиндейским населением, живущем в тех же регионах. Хотя уровень жизни майя и науа считается лучшим среди индейцев, он всё равно ниже среднего уровня жизни общего населения.
Уровень грамотности также гораздо ниже, чем у неиндейского населения, особенно в юго-западных штатах Мексики — Герреро и Оахака из-за слабо развитой системы образования и недостатка литературы на родном языке. В среднем 27 % индейских детей в возрасте между 6 и 14 слабо- или неграмотные по сравнению в 12 % детьми от общего населения. Мексиканское правительство на практике обеспечивает образование только на испанском языке, поэтому индейские коммуны часто сами организовывают образовательные учреждения.
Коренное население составляет основную долю рабочей силы Мексики, в среднем индеец начинает работать в более раннем возрасте, и работает дольше, чем средний житель Мексики. Большинство из индейцев работают экономически продуктивном сельском хозяйстве и получают регулярную заработную плату. Индейцы также имеют худший доступ к медицине.